# 13 (sång)
För originallåten av det amerikanska bandet Big Star, se Thirteen (sång).
"13" är en cover av den svenska popartisten Håkan Hellström, släppt som den första singeln från albumet Nåt gammalt, nåt nytt, nåt lånat, nåt blått den 14 december 2005. Hellström, som fritt har översatt "13" från Big Star-låten "Thirteen" till svenska, sjunger låten ur en 13-årings perspektiv. Utmärkande för låten är Hellströms lågmälda tonart, som ligger relativt nära originalet samt att låten håller en lugn takt rakt igenom. Singeln nådde som högst en sjätteplats på den svenska singellistan 2005.
B-sidan är The Pogues-covern "Fairytale of New York", som är inspelad live på Nalen i Stockholm tillsammans med Plura Jonsson från Eldkvarn.
Det har också gjorts en video till "13", som regisserades av Rikard Uddenberg 2005.

## Låtlista
1. "13" (Svensk tolkning av "Thirteen" av Big Star) – 2:52
2. "Fairytale of New York" (live) (The Pogues-cover)  – 4:18

Livespåret "Fairytale of New York" är inspelad på Nalen i Stockholm tillsammans med Plura Jonsson

## Listplaceringar
| Lista (2005-2006) | Topplacering |
| ----------------- | ------------ |
| Sverige           | 6            |

### Fotnoter
1. ↑  Håkan Hellströms officiella webbplats - Diskografi Arkiverad 27 juli 2010 hämtat från the Wayback Machine.. Läst 18 juni 2010.
2. ↑  Placeringar på den svenska singellistan. Läst 18 juni 2010.